# Francisco de la Lastra

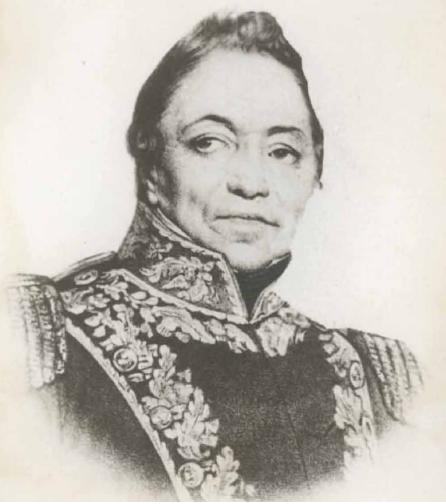
Francisco de la Lastra

Francisco de la Lastra y Sotta (Santiago, 4 de outubro de 1777 — Santiago, 13 de maio de 1852) foi um político chileno.
Foi Director Supremo do Chile, de 1814 até a reconquista. Foi eleito como diretor supremo para por ordem nas pretensões de Bernardo O'Higgins e José Miguel Carrera.

## Carreira e Ditadura
La Lastra era de uma das mais distintas famílias do Chile. Ele estudou na Espanha e serviu na marinha espanhola (1811), após o que adotou a causa da independência do Chile, organizando as forças navais e militares.
O Coronel Francisco de la Lastra era governador de Valparaíso; quando as tropas monarquistas tomaram Talca (1814), deixando aberto o caminho para a tomada da capital desprotegida, a junta renunciou e la Lastra foi nomeado Director Supremo, com poderes ditatoriais. Como Director Supremo, ele participou do Tratado de Lircay.

## Após a ditadura
Depois de Rancagua, la Lastra foi aprisionado na ilha de Juán Fernandez. Depois de Chacabuco, ele foi nomeado coronel, e recebeu o comando das forças de Valparaíso. Ele serviu em alguns cargos importantes no exército e na marinha, e foi nomeado Ministro da Guerra e da Marinha.

## Aposentadoria e retorno
Depois de passar para a reserva, ele voltou à política em 1839 e, em 1841, foi nomeado ministro da Câmara de Apelo relativa a aspectos militares.